# 富江乡 (通化县)
富江乡，是中华人民共和国吉林省通化市通化县下辖的一个乡镇级行政单位。

## 行政区划
富江乡下辖以下地区：
龙山社区、富尔江村、富源村、富裕村、富强村、红石砬子村、富民村和泉源沟村。